# Ca' Bernardo (Dorsoduro)
Ca' Bernardo, à ne pas confondre avec le palais homonyme situé dans le quartier de San Polo, mieux connu sous le nom de Palazzo Giustinian Bernardo, est un édifice civil vénitien, situé dans le quartier Dorsoduro et surplombant le Grand Canal. Il est situé entre le Palazzo Giustinian et le Palazzo Bernardo Nani, non loin des Ca' Rezzonico et Ca' Foscari.

## Histoire
Bâtiment à l'aspect typique du XVIIe siècle, il appartenait aux familles Giustinian et Bernardo. Aujourd'hui, c'est un campus universitaire.

## Architecture
Bâtiment à l'architecture véritablement singulière et atypique, inachevé sur l'aile droite à partir du deuxième étage, il présente une façade caractérisée par des fenêtres à arrondies, empilées avec élégance. La façade est organisée sur quatre niveaux: le rez-de-chaussée s'ouvre sur un portail d'eau à double arche, tandis que les deux étages nobles semblent rejeter le modèle vénitien des fenêtres traditionnelles, offrant une solution vraiment rare.